# Термометр (фільм)
«Термометр» — радянський короткометражний художній комедійний фільм, знятий кіностудією «Грузія-фільм» у 1976 році. Третя новела з циклу короткометражних фільмів Резо Габріадзе про веселі пригоди трьох дорожніх майстрів (дивись «Парі»). Випускався на VHS виданням «Майстер Тейп» в серії «Короткометражних фільмів Резо Габріадзе».

## Сюжет
Троє дорожніх робітників наносять дорожню розмітку. Хитрий Гігла, змучений болісною спекою, прикидається хворим, підробляючи показання термометра. Його друзі Абессалом і Бесо думають, що він вмирає, і викликають «швидку допомогу». Лікар, що приїхав, швидко визначає, Гігла, який прикинувся хворим — симулянт, а перевтомилися тільки двоє інших робітників. У підсумку він відвозить Абессалома і Бесо «на профілактику». Симулянту ж доводиться продовжувати роботу на спеці і на самоті.

## У ролях
- Кахі Кавсадзе — Бесо (Віссаріон), головний герой
- Баадур Цуладзе — Гігла, головний герой
- Гіві Берікашвілі — Авесалом, головний герой
- Еросі Манджгаладзе — епізод
- Абрек Пхаладзе — епізод

## Знімальна група
- Режисер — Рамаз Шарабидзе
- Сценарист — Реваз Габріадзе
- Оператор — Абесалом Майсурадзе
- Композитор — Джансуг Кахідзе
- Художники — Ія Кікнадзе, Нодар Сулеманашвілі